# Rio Flexal
O Rio Flexal é um rio brasileiro que banha o estado do Amapá.